# 许愫恩
许愫恩（英語：Anjoh Koh，1990年12月3日—），生於馬來西亞吉打，於Astro國際華裔小姐競選2014奪得冠軍、完美體態小姐、最上鏡小姐、最佳艳发，继而参加2015年國際中華小姐競選夺得五强与及最佳名族服装演绎奖。

## 曾參選選美活動
- 2014年Astro國際華裔小姐競選（冠軍）
- 2015年國際中華小姐競選（五强）

## 演出作品
- 《令伯特烦恼》飾 晓薇
- 《妈姐》饰梦莉莉
- 《爱屋吉屋》饰 陈思嘉
- 《娘惹相思格》 饰 裘英华